# Fotbal american

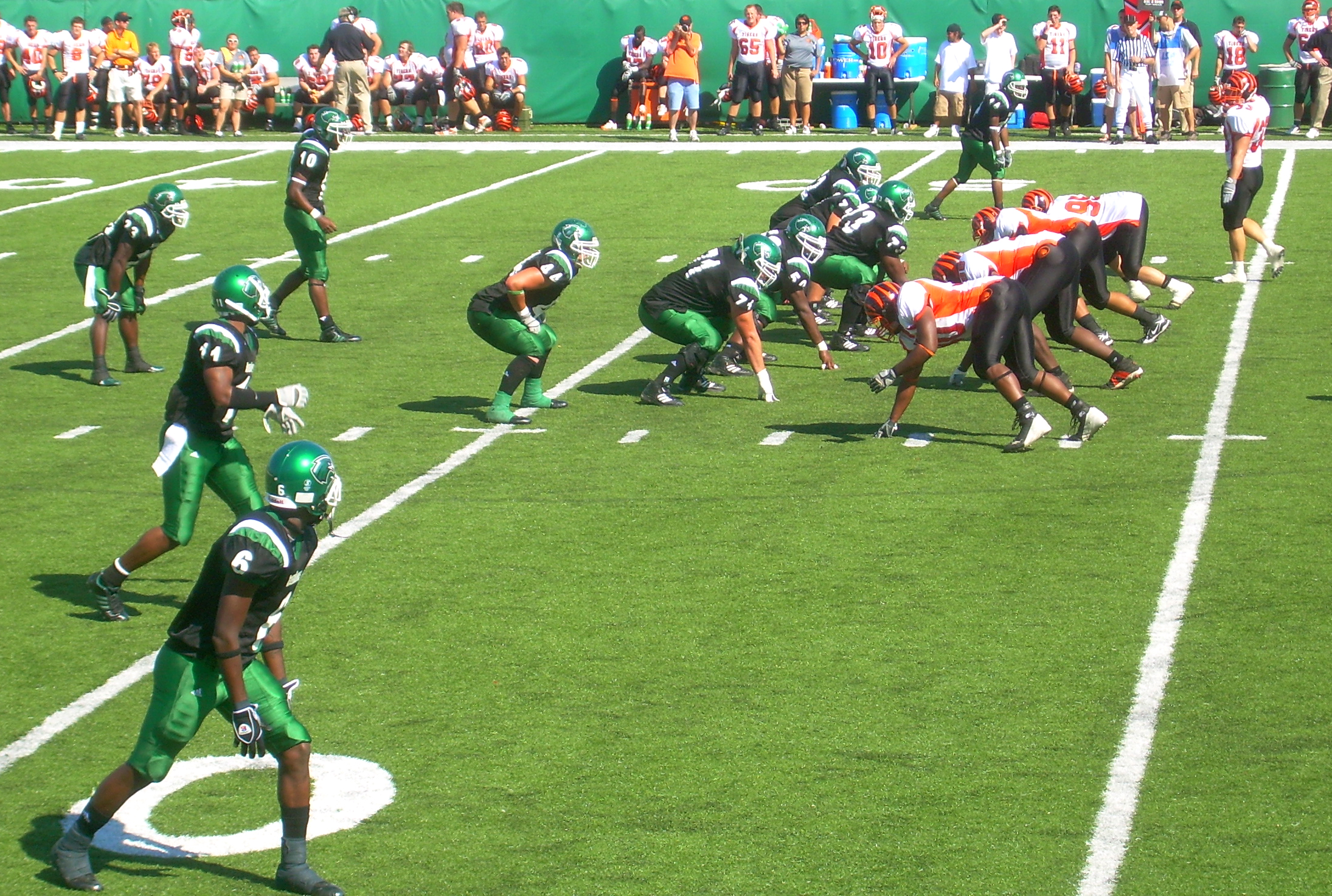
Fază de joc în fotbalul american

Fotbalul american, cunoscut în Statele Unite ale Americii și Canada doar sub termenul de fotbal, este un sport de echipă, care îmbină strategia cu jocul fizic. Obiectivul jocului este să se câștige puncte avansând cu mingea în terenul echipei adverse. Scopul jocului constă în a înscrie puncte prin avansarea balonului oval în terenul de țintă advers. Terenul (91/49 m) are culoare de 4,5 m, ce trebuie cucerite progresiv și seamănă cu o grilă.

## Istoric

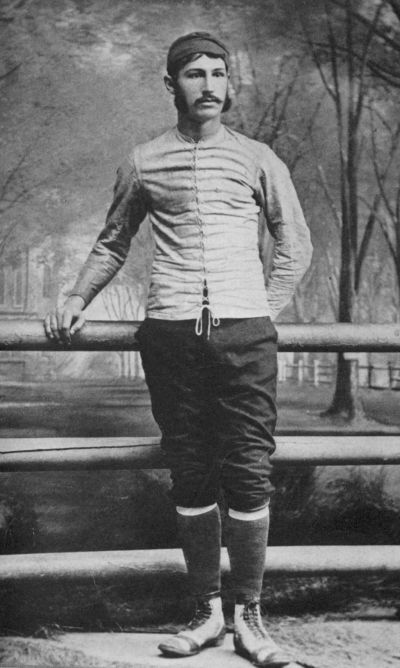
Walter Camp, părintele fotbalului american în 1878

Primele origini ale jocului de fotbal american pot fi considerate jocurile cu mingea ce își aveau originea în Europa, chiar înainte de colonizarea Americii de Nord. Dovezi din secolul al 17-lea indică faptul că jocurile erau practicate și de locuitorii din Jamestown, Virginia. Aceste jocuri aveau niște reguli foarte simple, singurul obiectiv era avansarea unei mingi în terenul advers, prin orice mijloace necesare, dar la care participau un număr mare de persoane.
În secolul al 19-lea, acest joc a fost introdus și în unele colegii importante din S.U.A. (Harvard, Princeton, Yale), fiecare adoptând un set propriu de reguli, însă datorită naturii violente a jocului, a fost interzis începând cu 1860.
În ciuda interdicției impuse în colegii, jocul a continuat să fie practicat în școlile pre-universitare din New England, în două variante: fotbalul jucat cu piciorul și cel jucat cu mâna. Acestea au fost reunite în așa-numitul „Boston game”, practicat de către membrii Oneida Football Club, jocul fiind reintrodus în campusurile universitare, la sfârșitul anilor 1860.
Fotbalul American își are originile în jocul de rugby și fotbal, delimitîndu-se într-un sport separat în anii 1880, ca urmare a unor modificări introduse de către Walter Camp, cel care este considerat părintele fotbalului american. Principalele reguli introduse de Camp au fost: reducerea numărului de jucători de la 15 la 11, noțiunile de „linie de scrimmage”, „snap de la centru la quarterback”, și limită de maxim trei down-uri. În anii 1880 s-au stabilit și dimensiunile terenului de 120 X 53 1/3 yarzi (109,7 X 48,8 metri), sistemul de punctaj și durata meciului la 2 reprize a 45 de minute. La începutul secolului 20, antrenorii din colegii au ajutat la îmbunătățirea regulilor în special prin introducerea unor noi reglementări menite să reducă riscul de accidentare al jucătorilor.

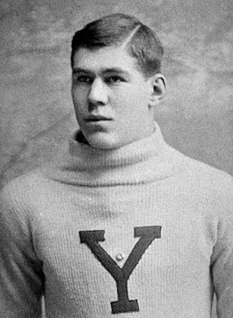
William Pudge Heffelfinger, primul jucător profesionist de fotbal american

Începuturile fotbalului american profesionist datează din anul 1892, atunci când William Pudge Heffelfinger a fost primul jucător de fotbal american plătit și care a jucat în echipa Allegheny Athletic Association, în meciul împotriva echipei Pittsburgh Athletic Club.
Prima ligă profesionistă a fost înființată în anul 1920, American Professional Football Association, iar peste doi ani, liga lua numele de National Football League (NFL), nume pe care îl păstrează și în prezent.
La începutul anilor 1930, fotbalul american practicat în colegii devenise un sport foarte popular la nivel național, în special statele din sud. S-au înființat o serie de noi asociații, numite conferințe : Southwest Athletic Conference, Pacific Coast Conference, Southeastern Conference etc, care au dus la apariția a încă 5 finale: Rose Bowl, Orange Bowl, Sugar Bowl, Sun Bowl și Cotton Bowl. În anii 50`, numărul finalelor Bowl a crescut la 8. Succesul enorm de care s-a bucurat televizarea finalei NFL din 1958, a transformat fotbalul american profesionist într-un fenomen de amploare națională.
În 1960 s-a format American Football League (AFL), ligă rivală NFL, iar în 1970 cele două ligi au fuzionat într-o ligă cu 26 de echipe. Această fuziune a dat naștere și celui mai important meci anual, Super Bowl. În anul 2006 numărul de echipe a crescut la 32. Începand cu anul 2008, două noi ligi au început activitatea: All-American Football League și United Football League.
În prezent, datorită popularității sale în S.U.A., fotbalul american este jucat în mai multe țări, într-o multitudine de ligi, de către amatori și profesioniști. Pe lângă ligile din S.U.A., mai există ligi profesioniste în peste 50 de țări, printre cele mai cunoscute fiind ligile din Canada (Canadian Football League - CFL), Germania (German Football League - GFL) și Japonia (X-League). Mai nou, fotbalul american este jucat și de către femei, în ligi cu un caracter semi-profesionist.

## Regulament
Sezonul începe la sfârșitul lunii August și se termină în luna Ianuarie. Play-off-ul se joacă în luna Ianuarie, iar finala Super Bowl are loc de obicei în prima săptămână din Februarie. În general meciurile dintre licee se desfășoară vineri, cele din colegii sâmbată, iar liga profesionistă NFL joacă duminica.
O echipă de 11 oameni are posesia mingii. Aceasta se numește OFFENSE (atac) și încearcă să avanseze cu mingea în lungul terenului, fie fugind cu ea, fie pasând-o, și să marcheze puncte trecând linia de scor și ajungând cu ea în zona ce poartă numele de ENDZONE (zona de scor). Cealaltă echipă se numește DEFENSE (apărare). Aceasta încearcă să oprească echipa în ofensivă și să o facă să piardă posesia mingii. Dacă echipa în ofensivă reușește să marcheze, va ceda posesia echipei adverse și rolurile se schimbă (echipa în ofensivă se va apăra și echipa defensivă va ataca). Aceste schimbări de posesie se vor produce până în momentul în care cele patru sferturi ale meciului se vor termina.

### Terenul de joc

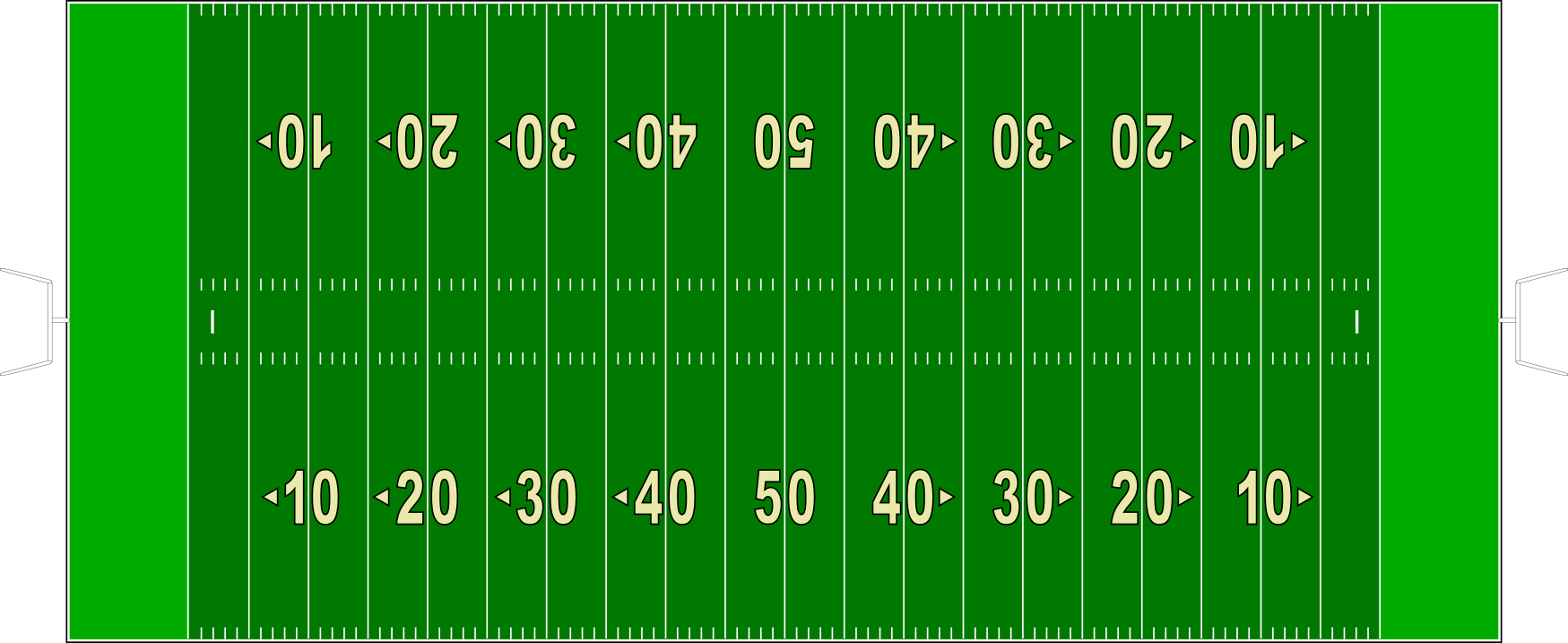
Terenul de joc cu marcajele albe de pe suprafață

Terenul are 100 yarzi lungime și 53 yarzi lățime (1 yard = 0,9144 metri). Marcajele albe de pe suprafața terenului ajută jucătorii, oficialii și fanii să urmărească jocul cât mai bine. 
Delimitări:

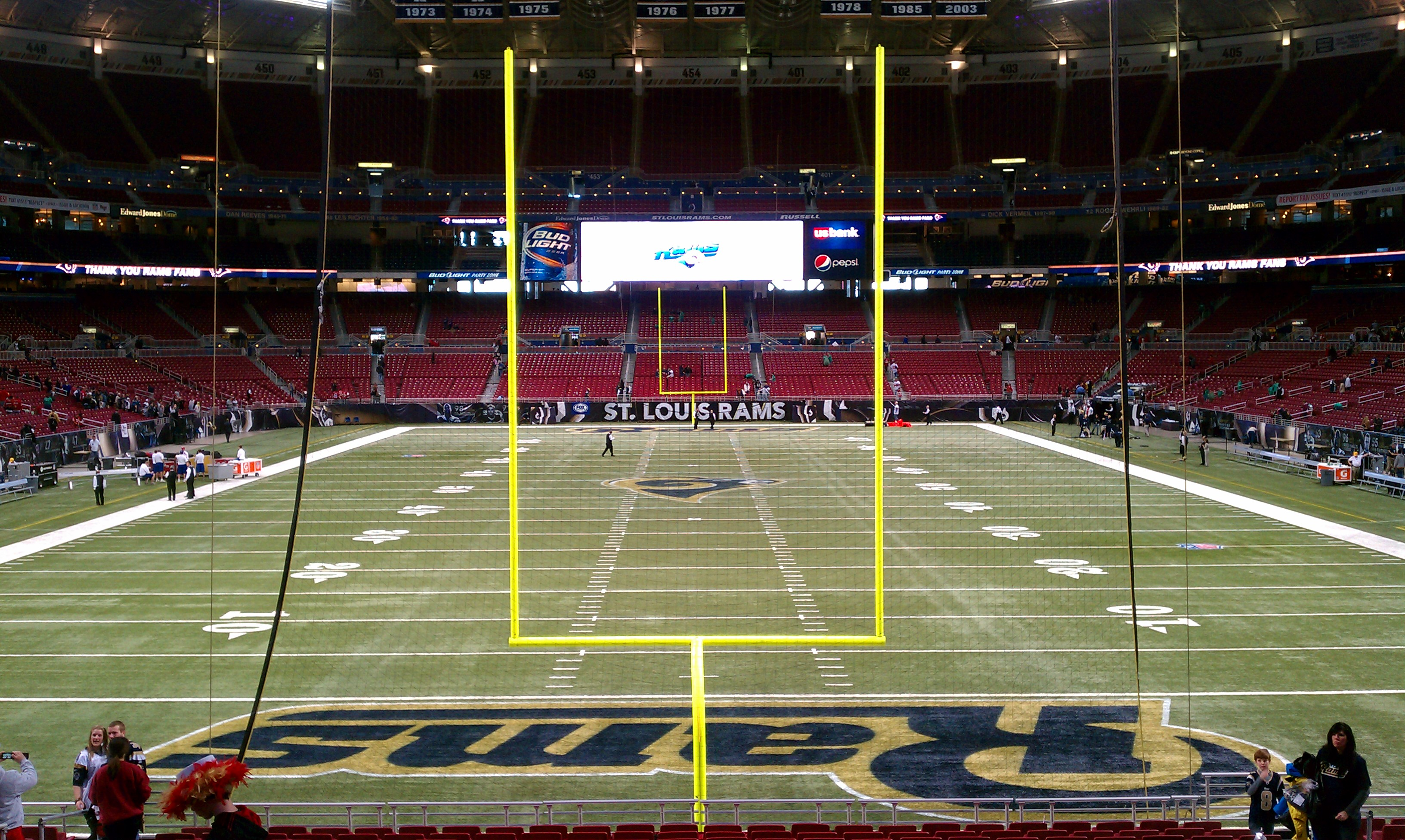
Terenul de joc văzut din spatele liniilor de fund

- endlines (linii de fund): se întind pe toată lățimea terenului, la ambele capete
- sidelines (linii de margine): se întind pe toată lungimea terenului, pe ambele laterale
- endzones (terenuri de țintă): au lungimea de 10 yarzi (9,1 m), câte unul la fiecare capăt al terenului; probabil cea mai importantă zonă a terenului, este locul în care se poate marca
- goal lines (linii de țintă): delimitează un endzone de restul terenului; distanța între două goal lines este de 100 de yarzi (91,4 m)
- yard lines: linii care traversează terenul pe toată lățimea lui și care sunt amplasate din 5 în 5 yarzi, fiind numerotate
- inbounds lines: două rânduri paralele de marcaje scurte, amplasate la distanța de 1 yard (0,91 m), în apropiere de centrul terenului; este locul de unde jocul este reluat cu mingea amplasata în spațiul dintre cele două rânduri de linii
- goal posts (barele): sunt amplasate la capâtul fiecărei endzone și sunt distanțate la 18,5 feet (5,6 m), în liga profesionistă și colegii, 24 feet (7,3 m) licee; barele sunt unite în zona inferioară de o bară transversală, situată la 10 feet (3,05 m) de sol.

Zona dintre linia de 20 yarzi și endzone poartă denumirea de “redzone”.

### Timp
Jocurile de fotbal american sunt împărțite în patru sferturi, fiecare sfert având durata de 15 minute. Sferturile sunt separate de o pauză de 12 minute între cel de-al 2-lea și al 3-lea sfert. De asemenea sunt pauze de 2 minute la sfârșitul sferturilor 1 și 3. Echipele schimbă direcția în care vor ataca după fiecare sfert.
La sfârșitul sfertului 1 și 3 echipa ce are posesia mingii păstrează posesia în sfertul ce va urma. Acest lucru nu se va întâmpla și la pauză. A doua repriză va începe cu o lovitură în aceeași direcție ca în începutul primului sfert.
Fiecare echipă care e în ofensivă are la dispoziție 40 secunde de la sfârșitul unei faze pentru a da drumul mingii și a începe faza următoare, altfel va fi penalizată.
Ceasul se va opri de fiecare dată în cazul unei pase incomplete, când jucătorul cu mingea iese în afara terenului de joc sau când o penalizare este dictată. Ceasul va porni în momentul în care mingea va fi așezată de către arbitru în locul de unde va demara următoarea fază.
Dacă meciul se termină la egalitate după terminarea celor 4 sferturi, se va juca un sfert suplimentar. În NFL se aplică regula « morții subite » și echipa ce va marca prima va câștiga meciul. Posesia este stabilită la începutul acestui sfert prin tragere la sorți cu ajutorul unei monede.
În NFL Europa fiecare echipă trebuie să aibă posesia măcar o dată în sfertul suplimentar. Dacă niciuna dintre echipe nu a marcat după ce a avut posesia , va intra în vigoare “moartea subită” și prima echipă ce va marca va câștiga.

### Jucătorii
Fiecare echipă are în componența sa trei părți diferite: OFFENSE (atac), DEFENSE (apărare) și SPECIAL TEAM (echipa specială) care intră pe terenul de joc doar în situațiile când mingea va fi degajată (PUNT - mingea e degajată cât mai departe în terenul advers], FIELD GOAL - mingea va fi degajată cu scopul de a o introduce între buturile adverse pentru a câștiga 3 puncte și KICKOFF -lovitura de începere). Un jucător poate face parte din una, sau două părți diferite. Numărul maxim de jucători pe care o echipă îl poate avea pe terenul de joc la orice fază este de 11, iar pe timpul unui meci pot fi folosiți 46 de jucatori activi. Se pot efectua oricâte schimbări în perioada dintre fazele de joc. Jucătorii sunt specializati în diferite categorii, astfel încât aproape toți jucătorii unei echipe participă la cel puțin 1 fază de joc.

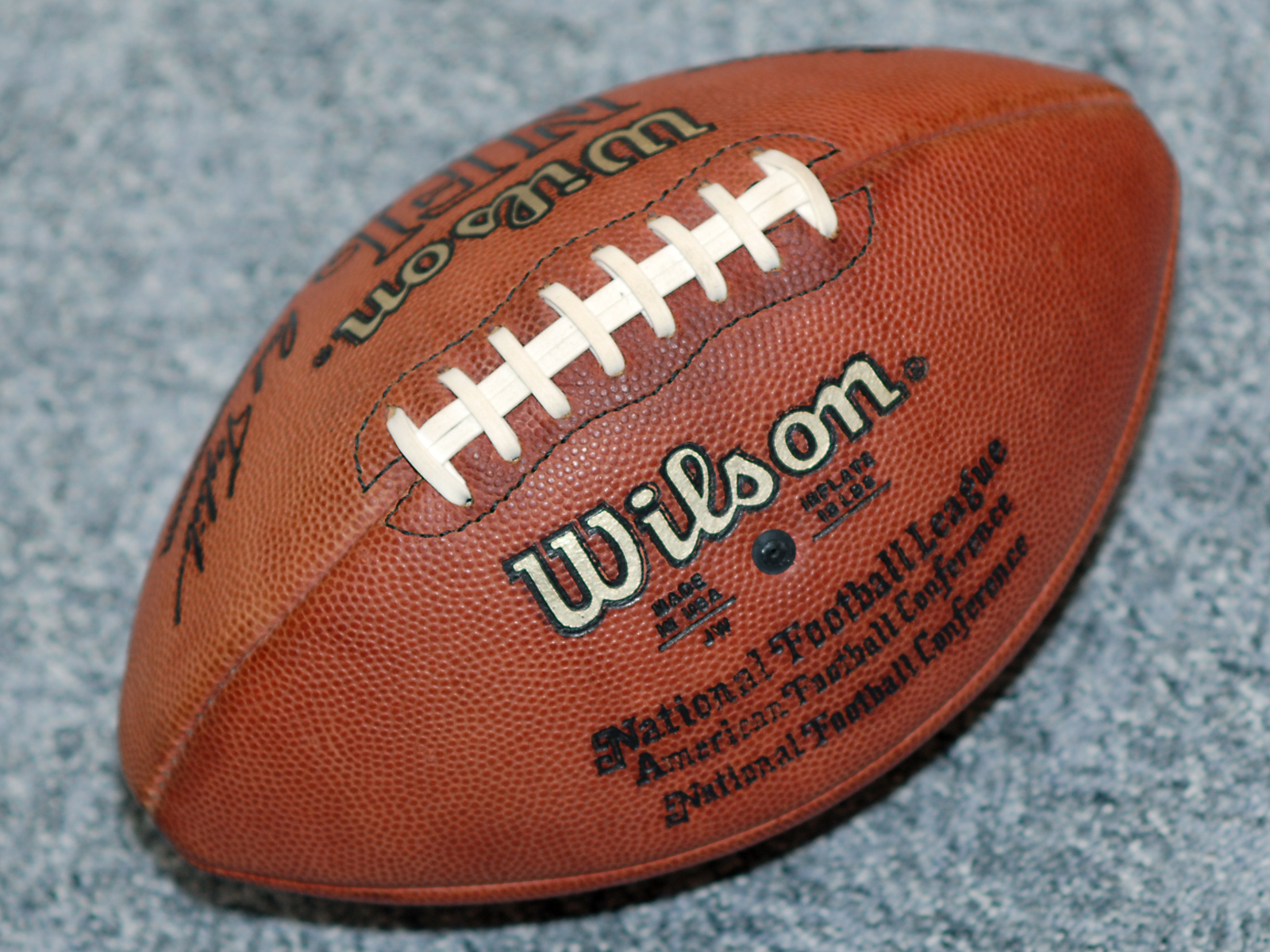
Minge de fotbal american din NFL

#### Offense (atacul)
Echipa ce are posesia mingii este ofensivă. Jucătorii din linia ofensivă (offensive linemen - OL) se împart în două categorii: eligible (au voie să prindă o pasă în față) și ineligible (nu au voie să prindă o pasă în față).
Jucătorii din ofensivă sunt: 
- QUARTERBACK (QB): pasează sau înmânează mingea altui jucător; este liderul echipei și coordonează echipa la fiecare fază
- WIDE RECIEVER (WR): așezat de obicei aproape de linia de scrimmage, în dreptul liniei ofensive, aproape de marginile terenului; este un jucător de viteză (încearcă să prindă mingea aruncată de QB)
- TIGHT END (TE): așezat în stânga sau dreapta liniei ofensive; blochează defensiva, sau încearcă să prindă mingea aruncată de QB
- RUNNING BACK (RB): jucătorul care de obicei aleargă cu mingea primită de la QB; jucătorii de pe această poziție sunt:
  - HALFBACK (HB)/TAILBACK (TB): așezat cel mai în spate în ofensivă, folosit pentru majoritatea alergărilor
  - FULLBACK (FB): așezat de regulă între QB și HB; este jucător de forță, folosit pentru alergări mai scurte și pentru blocaj
- CENTER: trimite mingea către QB la începutul fiecărei faze de atac și blochează defensiva
- 2 GUARDS: left guard (LG) și right guard (RG), sunt așezați în stânga și dreapta CENTER
- 2 TACKLE: left tackle (LT) și right tackle (RT), așezați în stânga și dreapta liniei ofensive (blochează defensiva)

Singurii jucători din ofensivă ce pot controla mingea (eligible) sunt QUARTERBACK (QB), WIDE RECIEVER (WR), TIGHT END (TE) și RUNNING BACK (RB), rolul celorlalți este să protejeze QUARTERBACK-ul și să creeze culoare pentru RUNNING BACK.

#### Defense (apărarea)
Linia defensivă (DL) este aliniată în fața liniei ofensive adverse. Rolul apărării este acela de a împiedica jucătorii adverși să ajungă cu mingea în end zone. Toți cei 11 jucători din apărare încearcă să împiedice ofensiva să înainteze.
Jucătorii din defensivă sunt :
- LINEBACKERS (LB): așezat în spatele liniei defensive, apără împotriva pasei și/sau încearcă să oprească jucătorii ce fug cu mingea sau îl plachează pe QB; este coordonatorul apărării
- DEFENSIVE LINE (ENDS și TACKLES): reprezină ultima linie de apărare; se luptă corp la corp cu linia ofensivă adversă
- CORNERBACKS și SAFETY: apără împotriva pasei dată de QB către WR

### Lovitura de începere

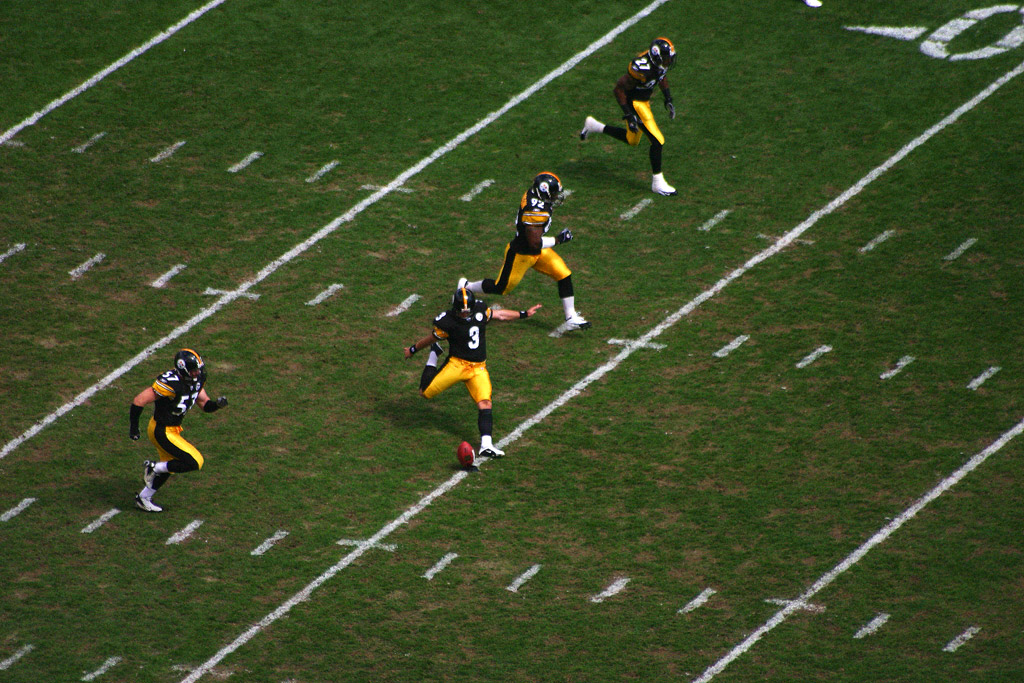
Lovitură de începere (kickoff)

Jocul de fotbal american începe cu KICKOFF (lovitura de începere). Mingea este așezată pe un mic suport de plastic pe linia de 30 yarzi a echipei aflată în apărare și un jucător special (kicker) va degaja mingea către echipa ce va ataca. Un jucător din atac (kick return) va încerca să prindă mingea și să avanseze cu ea cât mai mult. Acolo unde acesta este oprit va fi locul din care echipa în ofensivă își va începe atacul, ori seria de faze ofensive. Când în urma degajării mingea este prinsă în propriul endzone jucătorul care a prins-o poate fugi cu mingea sau să îngenuncheze în endzone (procedură cunoscută sub numele de TOUCHBACK) și jocul va fi oprit, urmând ca echipa să înceapă atacul de pe propria linie de 25 yarzi.

### Primul down (first down)
Jocul de fotbal american este un joc al yarzilor. Echipa în ofensivă încearcă să câștige cât mai mulți yarzi cu scopul de a se apropia de endzone-ul echipei adverse. De fiecare dată când ofensiva are mingea, aceasta are la dispoziție patru încercări (downs) pentru a câștiga 10 yarzi. Dacă ofensiva reușește să avanseze cei 10 yarzi sau chiar mai mult, va beneficia de FIRST DOWN și va avea dreptul la încă un set de patru down-uri. Dacă ofensiva nu reușește să câștige cei 10 yarzi, va pierde posesia mingii. Apărarea va încerca nu numai să îi împiedice pe adversari să înscrie, dar și să împiedice să parcurgă cei 10 yarzi necesari pentru a beneficia de încă un set de patru atacuri (downs). Dacă ofensiva ajunge la al patrulea down, de obicei aceștia aleg să degajeze mingea (punt), astfel va face ca echipa adversă să își înceapă atacurile de la o distanță mai îndepărtată.

### Mișcarea mingii
Fiecare fază începe cu un SNAP (un jucător denumit centru pasează mingea printre picioare către QUARTER BACK [QB]). Mingea este așezată pe LINE OF SCRIMMAGE (poziția în teren de unde va începe faza de atac). După ce QB a primit mingea de la centru, el poate pasa, i-o poate da altui jucător, ori poate fugi cu ea.

#### Fuga (Run-ul)

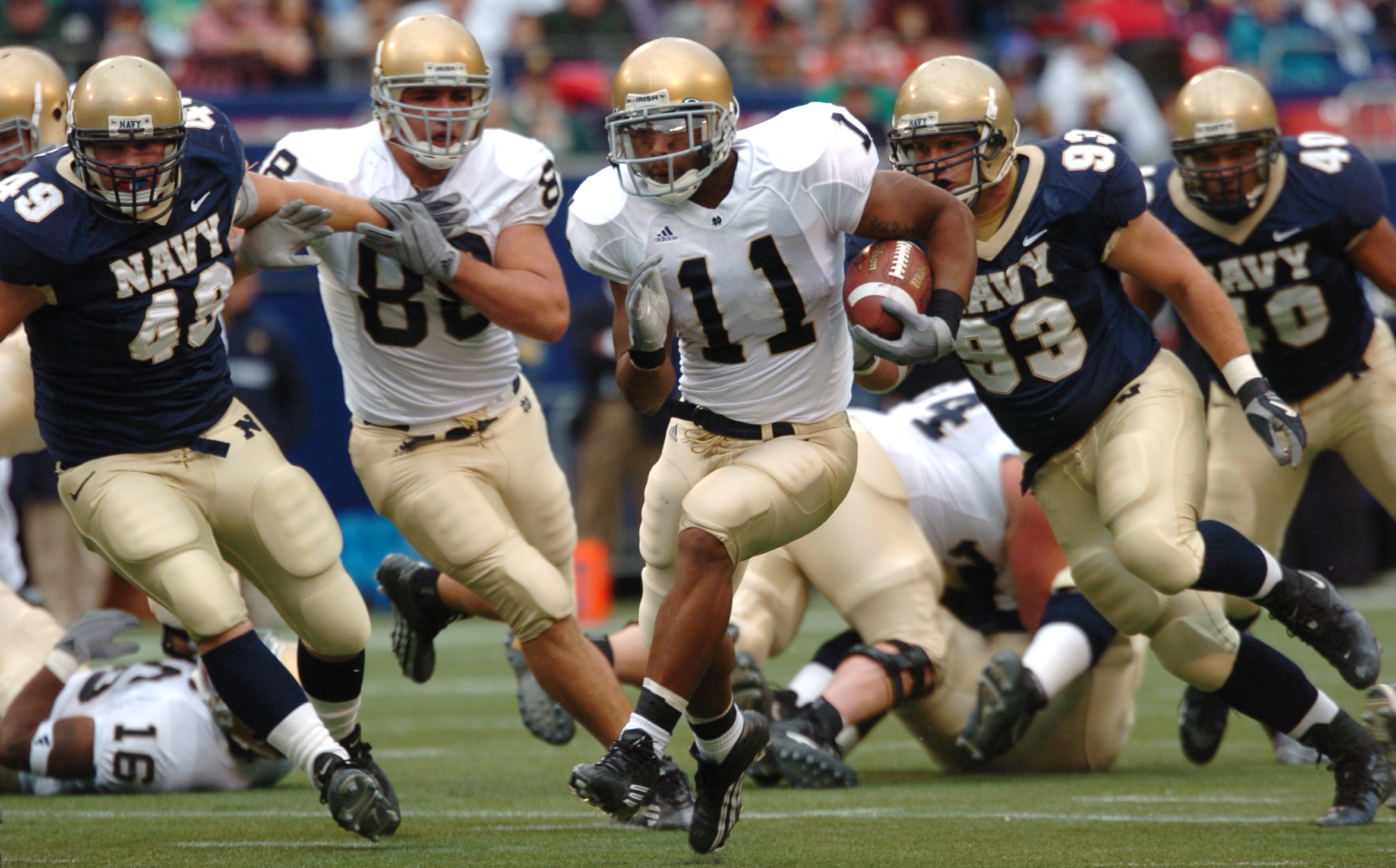
Running back trecând de apărarea adversă

Echipa în ofensivă poate avansa cu mingea în două moduri. Primul mod este acela de a fugi cu mingea. Acest lucru se întâmplă atunci când QB dă mingea unui RUNNING BACK [RB], acesta din urmă încercând să câștige cât mai mulți yarzi, trecând de jucătorii aflați în apărare. QB are de asemenea dreptul să fugă cu mingea.

#### Pasa
Cealaltă modalitate de a avansa cu mingea este aceea de a o pasa. De obicei QB pasează mingea, dar sunt situații în care și un alt jucător pasează pentru a deruta apărarea. De fapt, orice jucător al echipei în atac are dreptul să paseze, atât timp cât mingea este aruncată din spatele liniei de scrimmage. O pasă este completă dacă mingea este prinsă de un jucător al echipei în ofensivă, de obicei un WIDE RECEiVER [WR] sau un TIGHT END [TE]. Dacă mingea lovește pământul înainte ca aceasta să fie prinsă de un jucător, va fi pasă incompletă (INCOMPLETE PASS).

### Placajul
Oprește jucătorul cu mingea ! Apărarea trebuie să împiedice echipa în ofensivă să avanseze cu mingea, doborându-l pe jucătorul ce are mingea la pământ. Un jucător este placat în momentul în care ambii genunchi ating pământul. În acel moment respectiva fază de atac s-a încheiat. De asemenea faza de atac se încheie dacă jucătorul ce are mingea este scos în afara terenului de joc.

### Marcarea punctelor

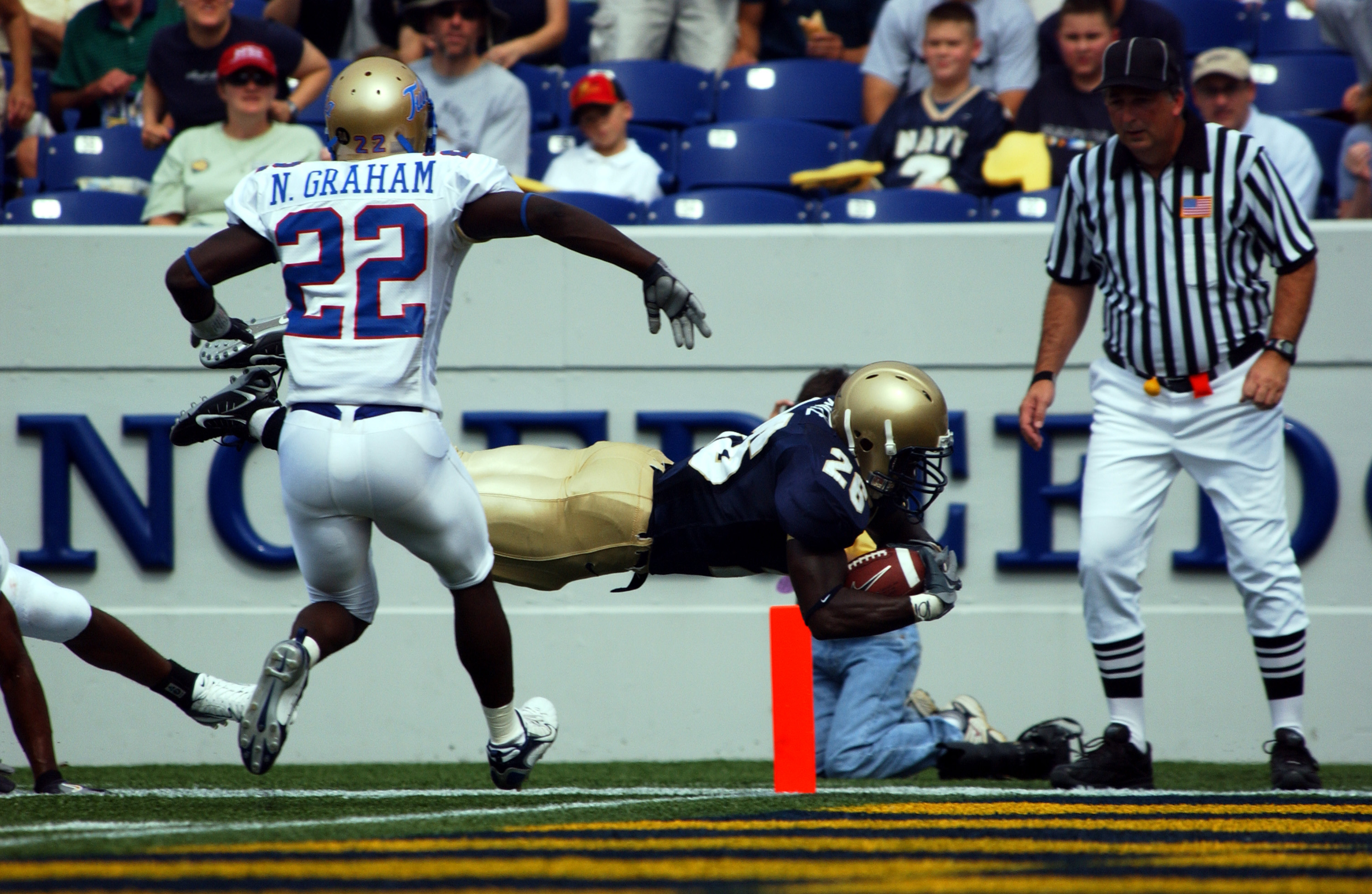
Touchdown

Bineînțeles scopul jocului de fotbal american este acela de a marca puncte. Sunt patru modalități prin care o echipă poate obține puncte :

#### Touchdown
Touchdown-ul valorează 6 puncte, și oferă oportunitatea echipei ce l-a reușit să obțină încă un punct suplimentar (EXTRA POINT). Pentru a marca un touchdown, mingea trebuie purtată în endzone, prinsă în endzone, recuperată de la adversar (FUMBLE) în endzone sau un jucător al echipei ce degajează la kickoff să prindă mingea în endzone-ul advers fără ca aceasta să fi fost atinsă de un alt jucător. Este asemănător eseu-lui din rugby, cu deosebirea că jucătorul nu trebuie să culce mingea pentru a obține touchdown-ul.

#### Punctul suplimentar sau conversia de două puncte
Imediat după ce o echipă a marcat un touchdown, mingea este așezată pe linia de 2 yarzi a adversarului, ofensiva având în acest moment două posibilități. De obicei ofensiva va marca un punct suplimentar. Dacă va trimite cu succes mingea printre buturile porții adverse, va obține un punct. Ofensiva poate, de asemenea, să obțină două puncte fugind ori prinzând mingea în endzone, la fel ca atunci când marchezi un touchdown (2 POINTS CONVERSION). Cum acest procedeu este mai dificil, de cele mai multe ori echipa în ofensivă alege degajarea pentru punctul suplimentar.

Încercare de field goal

#### Field Goal
Dacă ofensiva nu poate marca un touchdown, poate încerca transformarea unui field goal, care valorează 3 puncte. Acesta poate fi încercat din orice poziție de pe terenul de joc, indiferent de down, dar de obicei sunt executate de dincolo de linia de 45 yarzi a echipei în apărare la cel de-al patrulea down. Pentru ca field goal-ul să fie validat, jucătorul ce degajează mingea (kicker) trebuie să o introducă printre buturile porții adverse, și pe deasupra barei orizontale. Apărarea va încerca să împiedice mingea să ajungă între buturi.

#### Safety
Este o raritate și se întâmplă atunci când jucătorul ofensiv ce are mingea este pus la pământ în propriul endzone. Tot safety este și dacă ofensiva scapă mingea (fumble) în afara terenului din terenul de țintă, se blochează o degajare în afara end zone-ului, sau comite diferite infracțiuni în propriul teren de țintă. Valorează 2 puncte.

### Turnovers
Schimbarea posesie fără a se fi epuizat cele 4 downuri. În timp ce ofensiva încearcă să ajungă în endzone-ul advers, aceasta poate în mod accidental să piardă posesia în favoarea defensivei. Acest lucru se poate întâmpla în două moduri.

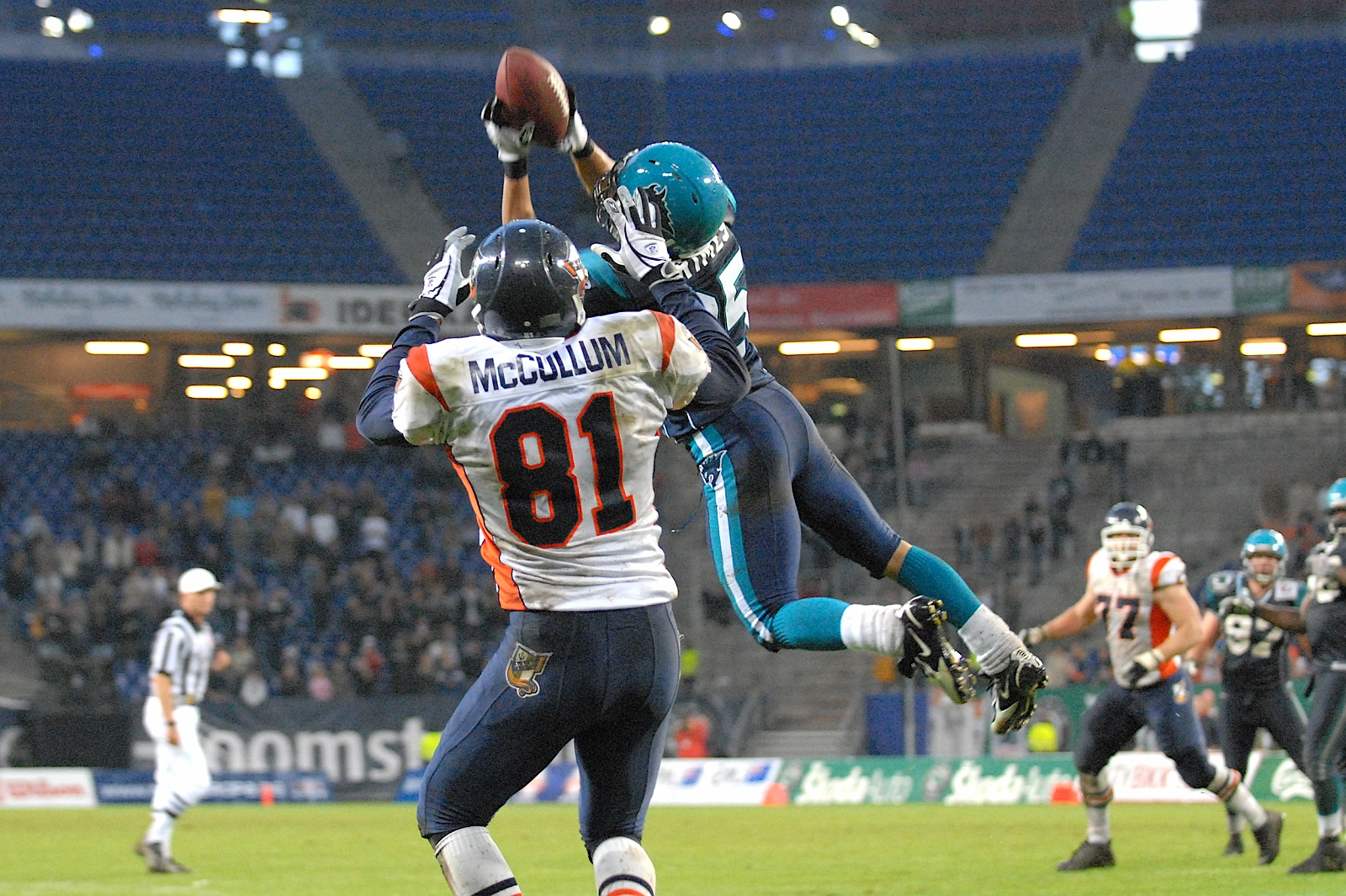
Intercepția unei pase

#### Fumble
Când jucătorul ce fuge cu mingea ori cel ce trebuia să o paseze pierd controlul asupra ei se numește FUMBLE. Orice jucător aflat pe terenul de joc poate lua mingea aruncându-se asupra ei ori fugind cu ea. Echipa ce a câștigat mingea în urma fumble-ului va beneficia de posesie.

#### Intercepția
O apărare agresivă poate câștiga posesia mingii prinzând (interceptând) pase destinate jucătorilor adverși. Fumble-ul și intercepția pot și transformate în touchdown de către echipa ce a recuperat mingea. (jucătorul ce a recuperat-o poate fugi cu ea în endzone-ul advers).

### Infracțiuni
Fotbalul american are o serie de infracțiuni și penalizări prin care este pedepsită echipa ai cărei jucători încalcă anumite reguli de joc. Penalizările sunt sacționate în NFL prin aruncarea pe teren a unui steag galben de către arbitrul care observă infracțiunea. Steagul se aruncă imediat după producerea infracțiunii cât mai aproape de locul unde s-a produs. De regulă, penalizarile se soldează cu pierdere de yarzi și/sau pierdere de down.
Cele mai des întâlnite infracțiuni sunt:
- false start (start fals): un jucător ofensiv se mișcă după ce s-a așezat în formația ofensivă, înainte de snap
- offside: un jucător defensiv se află în zona neutră (zona dintre liniile ofensivă și defensivă)
- holding (ținere): un jucător îl ține sau îl trage pe alt jucător decât cel aflat în posesia mingii
- pass interference (interferență la pasă): un jucător își împiedică adversarul să prindă mingea prin metode neregulamentare
- delay of game (întârzierea jocului): jocul este început mai târziu decât timpul permis pentru pregătirea fazei de joc
- face mask (ținere de mască): un jucător plachează un adversar ținându-l de masca de protecție din fața căștii
- block in the back (blocaj din spate): un jucător își blochează un adversar din spate, mai sus de talie
- clipping: un jucător blochează un adversar din spate, mai jos de talie
- encroachment: un jucător din defensivă avansează și își atinge un adversar înainte ca mingea să fie pusă în joc (înainte de snap).

## În România
Prima echipă din România este Bucharest Warriors, înființată în 2007.
În prezent în România sunt 13 echipe, dar în fiecare an din ce în ce mai multe echipe din țară se dezvoltă, în Constanța, Cluj, Iași, Oradea, Prahova, Reșița, Mureș, Timișoara, Ilfov, București.
În 2012 s-a format o selecționată a României, „Team Romania”, care a jucat împotriva echipei Naționale a Turciei. Campionatul național a ajuns în anul 2013 la a patra ediție.

### Echipe din România
- Bucharest Industrial Titans
- Baia Mare Miners
- Bucharest Dacians
- Bucharest Predators
- Bucharest Rebels
- Bucharest Warriors
- Bucharest Wolverines
- Cluj Crusaders
- Constanța Sharks
- Oradea Stars
- Mureș Monsters
- Prahova Thunder
- Reșița Locomotives
- Timișoara 89'ers [3]

Finala primului campionat național de fotbal american a fost disputată între Bucharest Warriors și Cluj Crusaders, scor 56 Warriors - 12 Crusaders.